# Menemerus rabaudi
Menemerus rabaudi là một loài nhện trong họ Salticidae.
Loài này thuộc chi Menemerus. Menemerus rabaudi được Lucien Berland & Millot miêu tả năm 1941.